# 笑吧 BOYFRIEND
「笑吧 BOYFRIEND」（笑っちゃおうよ BOYFRIEND）是日本的女子偶像組合Berryz工房的第11張单曲。2006年8月2日由PICCOLO TOWN发售。

## 概要
- 此單曲只有「CD ONLY」1個版本。
- 在8月14日於公信榜單曲週排行榜取得第15位。

## 收錄内容

### CD
1. 笑吧 BOYFRIEND
（作詞・作曲：淳君 編曲：鈴木俊介）
2. 閃亮的皮膚（素肌ピチピチ）
（作詞・作曲：淳君 編曲：高橋諭一）
3. 笑吧 BOYFRIEND（Instrumental）